# Benjamin Josse
Pour les articles homonymes, voir Josse.
 (septembre 2011).
Si vous disposez d'ouvrages ou d'articles de référence ou si vous connaissez des sites web de qualité traitant du thème abordé ici, merci de compléter l'article en donnant les références utiles à sa vérifiabilité et en les liant à la section « Notes et références ».
Benjamin Josse est réalisateur, auteur, voix off et rédacteur en chef de télévision. Il est aussi chroniqueur de radio pour Europe 1, et auteur/illustrateur dans l'édition.

## Biographie

### Activité dans l'édition
En 2017, il écrit et illustre le livre Les Incroyables Savoirs aux éditions de La Martinière jeunesse, une série de "savoirs" sur différents domaines (corps humain, art, nature, animaux, culture, espace...) destinés aux 6-9 ans.

### Activité à la radio
À l'été  2011, puis l'été 2012, Benjamin Josse intègre l’équipe de Thierry Moreau dans Le Grand Direct des médias de l’été sur Europe 1 pour présenter la chronique décalée intitulé La télé de Benjamin. 
Durant la saison 2011/2012, il est reconduit dans Le Grand Direct des médias, présentée par Jean-Marc Morandini  sur Europe 1, où il tient la chronique Télé Délires, en alternance avec Malik Bentalha,.
Lors de la saison 2015/2016, il rejoint l'équipe des chroniqueurs culture de l'émission Europe Midi présentée par Jean-Michel Aphatie et Maxime Switek sur Europe 1,.

### Activité à la télévision
En 2001, Benjamin a commencé à faire de la télévision dans Good As You sur Canal Jimmy.  D’abord journaliste pour ce qui a été la première émission gay du PAF,, il intègre ensuite l’équipe de chroniqueurs en plateau. Il réalise aussi entièrement un opus du programme (« Good As You, Le détournement » diffusé le 31 mars 2002).
Dans les années qui suivent, il reprend son métier de monteur (il est titulaire d’un BTS Audiovisuel option montage) et travaille sur de multiples émissions pour diverses chaînes et sociétés de production. 
En 2007, il réalise une quinzaine de numéros de 500€ plus tard, une émission de 26 minutes hebdomadaire diffusée sur Discovery Realtime et NT1. Dans ce programme, des pros viennent refaire la décoration d’une pièce avec un budget maximum de 500 €. 
De 2008 à 2012, il réalise G Ciné, un programme court hebdomadaire pour Gulli. Benjamin est aussi l’auteur des textes et la voix off de l’émission. La même année, il devient aussi – et est encore – la voix off masculine de l’émission quotidienne d’actualité Gulli Mag diffusée sur la même chaîne.
De 2010 à maintenant[Quand ?], il est le rédacteur en chef de l’émission Wazup sur Canal J (de 2010 à 2014) puis diffusée sur Gulli (à partir de septembre 2014), émission quotidienne entre JT déjanté et magazine de tendance pour les ados.
En 2015, il crée et réalise Les Tutos Fous de Tfou sur TF1, une série de modules courts sous la forme de tutos pour les 6-10 ans,.